# Barotselandia
Barotselandia es una región en la parte occidental de la Zambia, y es la patria de los lozi o barotse que fueron previamente conocidos como luyi o aluyi. Su centro es la llanura conocida como Bulozi o Lyondo en el alto Zambeze, pero incluye también los terrenos superiores circundantes de la actual provincia Occidental de Zambia. En tiempos precoloniales, Barotselandia incluía algunas partes vecinas de lo que son ahora el provincia del Noroeste, Central y Sur así como de Caprivi, en el noreste de Namibia, y partes del sureste de Angola más allá de los ríos Cuando y el Mashi.
El monarca tradicional de Barotselandia se llama el Litunga, que significa mantenedor o guardián de la tierra. Se le supone descendiente directo del antiguo litunga Mulambwa, quien gobernó a comienzos del siglo XIX. 

## Historia
Los barotse son un pueblo bandú llegado tal vez del Congo en los siglos XVI-XVIII.
A partir de 1823, Bulozi es invadido por una tribu del grupo sotho procedente del actual Orange a través de los confines orientales del Kalahari empujada por la expansión de los zulúes. En 1838, Sebitwane, su jefe, derriba a la dinastía y se proclama rey con el título de « Morêna ». La lengua sesoto hablada por la clase dirigente, conocida con el nombre de « Makololo », se convierte en oficial . Durante su reinado, Sebitwane recibió a David Livingstone y le encargó crear una misión buscando protección contra la amenaza que para el país lozi representaba el reino de los Ndebeles situado justo al sur del Zambeze.

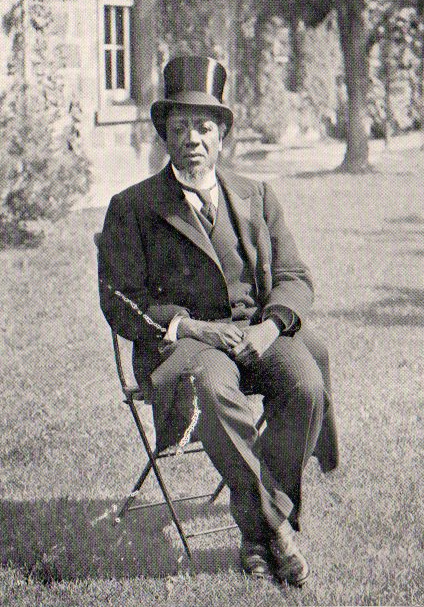
El rey Lewanika I en Europa en 1913.

En junio de 1864, tras una revuelta de los Lozi, su jefe, Sipopa Lutangu, toma el poder y restablece la dinastía Litunga, pero mantiene el sesotho como lengua oficial y al demanda de misioneros para preservarse de los Ndebeles. A partir de 1884, a causa de rivalidades entre jefes, el país conoció algunos años de guerra civil: el rey (desde 1878) Lubosi I es depuesto por Akufuna al que sucede Sikufele. En 1885, Lubosi I vuelve de Angola, desata una sangrienta represión contra los usurpadores y se proclama rey como Lewanika I. Debe afrontar el expansionismo europeo en su búsqueda de concesiones mineras y de una tutela sobre el país. Fue el primer país al norte del Zambeze en firmar una concesión minera a un particular en junio de 1889, pero, desde noviembre, esa concesión es comprada por la par la Compañía Británica de África del Sur (BSAC por sus siglas en inglés) de Cecil Rhodes. Más tarde Lewanika protesta al Gobierno de Londres y la reina Victoria que los agentes BSAC habían tergiversado los términos de la concesión, pero sus protestas cayeron en oídos sordos, y en 1897 Gran Bretaña anexó oficialmente el territorio como un protectorado y lo gobernó como parte de la Rodesia Noroccidental.
Los barotse continuaron ejerciendo presión para ser tratados como un estado independiente y se le dio una autonomía sustancial (rey, primer ministro hasta 1965, residente británico sustituido después por delegados del gobernador de Rodesia del Norte). 

Provincia occidental de Zambia correspondiente a la mayor parte de Barotselandia.

Tras la independencia de Zambia en 1964, Barotselandia se convirtió en la provincia de Barotselandia, pero chocó con la política centralizadora del presidente Kenneth Kaunda que reconocía una cierta autonomía a Barotselandia, pero sin capacidad política real y suprimiendo la función de primer ministro en octubre de 1965.
Barotselandia rehusó aceptar esa situación de hecho y expresó una voluntad secesionista que no sería tolerada por Lusaka. En 1969, el gobierno zambiano decidió no reconocer más a Barotselandia como provincia autónoma y transformó la provincia de Barotselandia en la provincia occidental.
Hoy día, las ideas secesionistas no han desaparecido y los barotse acusan al gobierno de Lusaka de tener a Barotselandia alejada del desarrollo y de no tratarla como las otras provincias en materia de electrificación (con suministros de electricidad irregulares, contando con una conexión envejecida de la central hidroeléctrica en Kariba) o de construcción de carreteras (sólo tiene una carretera asfaltada en el centro, a partir de Lusaka a la capital provincial de Mongu), por ejemplo. La monarquía no ha sido suprimida, siendo el rey actual, desde el 2000, el Litunga Lubosi II Imwiko.